# Codula
Codula is een vliegengeslacht uit de familie van de roofvliegen (Asilidae).

## Soorten
- C. conspecta Clements, 1985
- C. limbipennis Macquart, 1850
- C. occidentalis Clements, 1985
- C. vespiformis Thomson, 1869